# سوسلان تگیف
سوسلان تگیف (به روسی: Сосла́н Тиги́ев؛ زادهٔ ۱۲ اکتبر ۱۹۸۳) کشتی‌گیر سابق اوستیایی است که در دستهٔ ۷۴ کیلوگرم کشتی آزاد برای کشور ازبکستان رقابت می‌کرد. او در المپیک ۲۰۰۸ پکن به مدال نقره دست یافت و در المپیک ۲۰۱۲ لندن هم مدال برنز کسب کرد اما مدال های او به علت تأیید تست مثبت دوپینگ پس گرفته‌شد. تیگیف برندهٔ مدال برنز در مسابقات قهرمانی کشتی جهان (۲۰۰۶) و مدال برنز بازی‌های آسیایی ۲۰۰۶ دوحه است.
او همچنین نایب‌قهرمان مسابقات قهرمانی کشتی آسیا در سال ۲۰۰۵ و برندهٔ مدال طلای جام جهانی ۲۰۰۷ کراسنویارسک است. او برادر کوچک‌تر تیموراز تیگیف ملی‌پوش اسبق کشتی آزاد روسیه و قزاقستان است.